# Schizomyia tami
Schizomyia tami är en tvåvingeart som beskrevs av Jean-Jacques Kieffer 1902. Schizomyia tami ingår i släktet Schizomyia och familjen gallmyggor. Inga underarter finns listade i Catalogue of Life.